# Lochmaeus cinerascens
Lochmaeus cinerascens är en fjärilsart som beskrevs av Walker 1855. Lochmaeus cinerascens ingår i släktet Lochmaeus och familjen tandspinnare. Inga underarter finns listade i Catalogue of Life.